# Marie Tereza Portugalská
Marie Tereza Portugalská (portugalsky Maria Teresa de Bragança, arquiduquesa da Áustria, 24. srpna 1855, Heubach, Bavorsko – 12. února 1944, Vídeň) byla princezna z Braganzy a portugalská infantka a sňatkem také rakouská arcivévodkyně, v letech 1889–1896 manželka následníka trůnu Rakouska-Uherska.

## Původ a mládí
Narodila v Bavorsku se jako druhá dcera portugalského vévody a vzdorokrále z let (1826–1834) Michala I. a jeho ženy Adelaidy z Löwenstein-Wertheim-Rosenbergu. Z otcovy strany byla vnučkou Jana VI. Portugalského. Celé její jméno bylo Maria Teresa da Imaculada Conceição Fernanda Eulália Leopoldina Adelaide Isabel Carolina Micaela Rafaela Gabriela Francisca de Assis e de Paula Gonzaga Inês Sofia Bartolomea dos Anjos de Bragança. Dětství a mládí prožila v Bavorsku.
V roce 1873 se stala třetí manželkou rakouského arcivévody Karla Ludvíka (1833–1896), bratra císaře Františka Josefa I. Novomanželé byli oddáni mohučským biskupem Kettelerem. Marie Tereza porodila dvě dcery, které vychovávala spolu se čtyřmi dětmi svého muže, které měl z předchozího manželství s neapolsko-sicilskou princeznou Marií Annunziatou. Stala se vlídnou a chápající matkou osiřelým dětem, jež vlastní matku kvůli její nemoci ani pořádně nepoznaly a jež k Marii Tereze úzce přilnuly. 
Marie Tereza byla velmi krásná a měla několik ctitelů, mezi něž patřil také korunní princ Rudolf.

## První dáma u dvora
Po tragické smrti price Rudolfa v roce 1889 se následníkem trůnu stal manžel Marie Terezy Karel Ludvík a ona se „po císařovně“ stala první dámou u dvora a zůstala jí i jako vdova. Po smrti císařovny Sisi se dokonce spekulovalo o jejím možném sňatku s ovdovělým Františkem Josefem.
Svého nevlastního syna Františka Ferdinanda podporovala při jeho vážné nemoci a stála při něm i při prosazování morganatického sňatku s českou hraběnkou Žofií Chotkovou. Když si František Ferdinand přes odpor císaře Františka Josefa Žofii Chotkovou bral, jako jediné příslušnice císařského domu se na svatbě účastnily právě Marie Tereza se svými dvěma dcerami. Také svého třetího nevlastního syna Ferdinanda Karla se zastávala při jeho volbě nevěsty nearistokratického původu, ale neuspěla. Jako jediná z rodiny chodila za arcivévodou Otou, když onemocněl syfilidou. 
Za jejího přispění se uskutečnil i sňatek její neteře Zity Bourbonsko-Parmské s pozdějším císařem Karlem I.
Byla umělecky založená a ráda fotografovala. V době první světové války pomáhala jako zdravotní sestra.
Marie Tereza zemřela ve Vídni 12. února 1944 a svého manžela tak přežila o čtyřicet sedm let. Pohřbena byla v kapucínské kryptě ve Vídni.

## Děti
- 1. Marie Annunciata (13. 7. 1876 Reichenau an der Rax – 8. 4. 1961 Vaduz), rakouská arcivévodkyně, abatyše Tereziánského ústavu šlechtičen v Praze
- 2. Alžběta Amálie (7. 7. 1878 Reichenau an der Rax – 13. 3. 1960 Vaduz), rakouská arcivévodkyně
  - ⚭ 1903 princ Alois Maria Adolf z Lichtenštejna (17. 6. 1869 Hollenegg – 16. 3. 1955 Vaduz)